# Tratatul de la Paris (1802)
Tratatul de la Paris a fost semnat la 25 iunie 1802 între Prima Republică Franceză, aflată sub conducerea lui Napoleon Bonaparte, și Imperiul Otoman, condus atunci de sultanul Selim al III-lea. A fost forma finală a unui tratat preliminar semnat la Paris la 9 octombrie 1801 care a pus capăt campaniei franceze din Egipt și Siria și a restabilit relațiile franco-otomane la status quo ante bellum. În tratat, Imperiul Otoman a acceptat și Tratatul de la Amiens (25 martie 1802), un tratat de pace între Franța și Regatul Unit, care a urmat predării trupelor franceze din Egipt în fața britanicilor la capitularea Alexandriei.
Relațiile dintre Imperiul Otoman și Franța au fost tensionate odată cu achiziția franceză a Insulelor Ionice în 1797 și cu propaganda antiotomană în Balcani de către agenții francezi. Când francezii au invadat Egiptul, otomanii au declarat război (9 septembrie 1798) și ulterior au semnat un tratat de alianță cu Rusia (23 decembrie). Acesta a fost începutul celei de-a doua coaliții. În timpul războiului, Insulele Ionice au fost recucerite cu ajutorul Rusiei și s-a înființat o Republică sub suveranitate otomană.
Tratatul folosește trei sisteme de datare: calendarul revoluționar francez, calendarul islamic și calendarul gregorian. Semnatarul din partea Franței a fost Charles Maurice de Talleyrand-Périgord, iar din partea Imperiului Otoman a fost Seyyid Mehmed Said Galip Efendi. După tratat, otomanii au păstrat relații bune cu francezii.